# Велч (Оклахома)
Велч (англ. Welch) — місто (англ. town) в США, в окрузі Крейг штату Оклахома. Населення — 622 особи (2020).

## Географія
Велч розташований за координатами 36°52′26″ пн. ш. 95°5′41″ зх. д. / 36.87389° пн. ш. 95.09472° зх. д. (36.873866, -95.094697).  За даними Бюро перепису населення США в 2010 році місто мало площу 1,13 км², уся площа — суходіл.

## Демографія
Згідно з переписом 2010 року, у місті мешкало 619 осіб у 240 домогосподарствах у складі 168 родин. Густота населення становила 545 осіб/км².  Було 297 помешкань (262/км²).
Расовий склад населення:
| - 67,9 % — білих - 23,9 % — корінних американців - 0,2 % — чорних або афроамериканців - 1,1 % — осіб інших рас |

До двох чи більше рас належало 6,9 %. Частка іспаномовних становила 3,6 % від усіх жителів.
За віковим діапазоном населення розподілялося таким чином: 28,3 % — особи молодші 18 років, 55,2 % — особи у віці 18—64 років, 16,5 % — особи у віці 65 років та старші. Медіана віку мешканця становила 35,3 року. На 100 осіб жіночої статі у місті припадало 88,7 чоловіків;  на 100 жінок у віці від 18 років та старших — 83,5 чоловіків також старших 18 років.
Середній дохід на одне домашнє господарство  становив 45 197 доларів США (медіана — 38 611), а середній дохід на одну сім'ю — 50 536 доларів (медіана — 43 393). За межею бідності перебувало 10,6 % осіб, у тому числі 9,7 % дітей у віці до 18 років та 9,3 % осіб у віці 65 років та старших.
Цивільне працевлаштоване населення становило 251 осіб. Основні галузі зайнятості: освіта, охорона здоров'я та соціальна допомога — 29,5 %, виробництво — 13,5 %, роздрібна торгівля — 12,7 %.